# スガネ
スガネ（須義祢、須義禰、須我禰）とは、日本神話に登場する神。

## 概要
『出雲国風土記』大原郡の海潮郷条に登場する。子神としてウノチヒコが伝わる。

## 記述

### 出雲国風土記

#### 大原郡
海潮郷。郡家の正東十六里三十三歩にある。古老が伝えて言うところには、宇能治比古命が御祖の須義祢命（須義禰命）を恨み、北から出雲の海水を押し上げていって御祖の神を漂わせたが、その海水がここにまで届いた。そのような謂れがあって得塩（うしお）と言うようになった。神亀三年に字が海潮と改められた。東北の須我の小川の湯渕の村の川は中に温泉がある。名は付けられていない。同じ川上の毛間の村の川も中に温泉が出ている。名は付けられていない。

## 考証
諸注釈によっては「須義祢」の「義」を「美」とするが、草書体が類似しているゆえの誤写であり、「義」が本来の字でガの古訓を当てるとされている。性別に関して『出雲国風土記』では明記されていないが、父神とする説と「御祖」が女性を指す語であることから女神＝母神とする説がある。神名は「須我の地主神」の意と解釈されており、『出雲国風土記』大原郡条の須我社（島根県雲南市大東町須賀の須我神社）はもとはスガネが祭神であったと考えられている。子神と争う点については、儒教や仏教の影響を受けていない素朴な親子の説話であり、海潮温泉近くに残る海水の侵食を受けて削られたようにも見える岩が神話の成立に関わっているとする説や、スガネを母神と見る立場からは山の女神と水の神による対決と考える説が提唱されている。

## 祀る神社
- 宇能遲神社（島根県雲南市加茂町宇治） - 合祀  - 式内社の同社坐須美禰神社に祀られていたが、現在は式内社の宇能遲神社である当社に合祀されている[3]。『出雲国風土記』大原郡の神祇官社である汗乃遅社に比定される[1]。
- 須美禰神社（島根県雲南市加茂町立原） - 主祭神  - 立原が近松庄に編入した頃に、同庄へ属した宇治の宇能遲神社（上述）から勧請して創祀したとされる[3]。